# Semifinalele Cupei Greciei

## Semifinale
- Echipele care au jucat cel puțin o semifinală în Cupa Greciei.

| Club Sportiv     | Apariții | Sezoane |
| ---------------- | -------- | --- |
| Olympiacos       | 57       | 1933, 1939, 1947, 1948, 1949, 1951, 1952, 1953, 1954, 1956, 1957, 1958, 1959, 1960, 1961, 1962, 1963, 1964, 1965, 1966, 1968, 1969, 1970, 1971, 1973, 1974, 1975, 1976, 1977, 1978, 1979, 1981, 1986, 1988, 1990, 1992, 1993, 1997, 1999, 2001, 2002, 2004, 2005, 2006, 2008, 2009, 2012, 2013, 2014, 2015, 2016, 2017, 2020, 2021, 2022, 2023, 2025 |
| Panathinaikos    | 44       | 1940, 1948, 1949, 1950, 1951, 1953, 1955, 1956, 1957, 1958, 1960, 1962, 1964, 1965, 1967, 1968, 1969, 1972, 1974, 1975, 1976, 1977, 1982, 1984, 1985, 1986, 1987, 1988, 1989, 1990, 1991, 1993, 1994, 1995, 1997, 1998, 1999, 2004, 2007, 2010, 2014, 2017, 2022, 2024                                                                               |
| AEK Atena        | 41       | 1932, 1939, 1940, 1948, 1949, 1950, 1952, 1953, 1956, 1964, 1966, 1968, 1971, 1976, 1978, 1979, 1981, 1983, 1986, 1992, 1993, 1994, 1995, 1996, 1997, 2000, 2002, 2003, 2004, 2005, 2006, 2009, 2011, 2016, 2017, 2018, 2019, 2020, 2021, 2023, 2025                                                                                                 |
| PAOK             | 36       | 1932, 1939, 1949, 1951, 1955, 1970, 1971, 1972, 1973, 1974, 1975, 1977, 1978, 1980, 1981, 1982, 1983, 1985, 1991, 1992, 1996, 1998, 2001, 2003, 2011, 2013, 2014, 2016, 2017, 2018, 2019, 2020, 2021, 2022, 2023, 2024 |
| Iraklis          | 18       | 1933, 1947, 1957, 1958, 1961, 1971, 1975, 1976, 1980, 1983, 1984, 1987, 1994, 1998, 1999, 2001, 2002, 2015 |
| Aris Salonic     | 16       | 1932, 1933, 1940, 1950, 1956, 1963, 1970, 1978, 1986, 1994, 2003, 2005, 2008, 2010, 2020, 2024 |
| Panionios        | 16       | 1952, 1953, 1954, 1959, 1961, 1962, 1967, 1969, 1972, 1973, 1979, 1989, 1991, 1998, 2000, 2018 |
| Smyrnis          | 12       | 1932, 1954, 1955, 1957, 1959, 1962, 1967, 1990, 1993, 1996, 2001, 2015 |
| Ethnikos Pireu   | 8        | 1933, 1939, 1940, 1950, 1968, 1969, 1973, 1989 |
| Larissa          | 8        | 1982, 1984, 1985, 1988, 1989, 2006, 2007, 2018 |
| Doxa Dramas      | 6        | 1952, 1954, 1955, 1958, 1959, 1961 |
| OFI Creta        | 6        | 1987, 1988, 1990, 2012, 2014, 2025 |
| Atromitos        | 5        | 1992, 2008, 2011, 2012, 2016 |
| Asteras Tripolis | 5        | 2009, 2012, 2013, 2019, 2025 |
| Giannina         | 4        | 1963, 2007, 2010, 2021 |
| Lamia            | 4        | 1972, 2019, 2022, 2023 |
| Xanthi           | 4        | 2002, 2005, 2007, 2015 |
| Pierikos         | 3        | 1963, 1964, 1974 |
| Kavala           | 3        | 1966, 1995, 2010 |
| Egaleo           | 3        | 1970, 1984, 2003 |
| Athinaikos       | 3        | 1991, 1996, 1999 |
| Niki Volos       | 2        | 1947, 1965 |
| Asteras Atena    | 2        | 1948, 1951 |
| Panegialios      | 2        | 1960, 1981 |
| Proodeftiki      | 2        | 1960, 1965 |
| Panachaiki       | 2        | 1979, 1997 |
| Kastoria         | 2        | 1980, 2004 |
| Achileas Patras  | 1        | 1947 |
| Trikala          | 1        | 1966 |
| Panelefsiniakos  | 1        | 1967 |
| Fostiras         | 1        | 1977 |
| Makedonikos      | 1        | 1980 |
| Korinthos        | 1        | 1982 |
| Rodos            | 1        | 1983 |
| Levadiakos       | 1        | 1985 |
| Diagoras         | 1        | 1987 |
| Edessaikos       | 1        | 1995 |
| Kalamata         | 1        | 2000 |
| Ionikos          | 1        | 2000 |
| Agrotikos        | 1        | 2006 |
| Thrasyvoulos     | 1        | 2008 |
| Panserraikos     | 1        | 2009 |
| Olmp.Volos       | 1        | 2011 |
| Panthrakikos     | 1        | 2013 |
| Panetolikos      | 1        | 2024 |